# Yamaha TZR 125

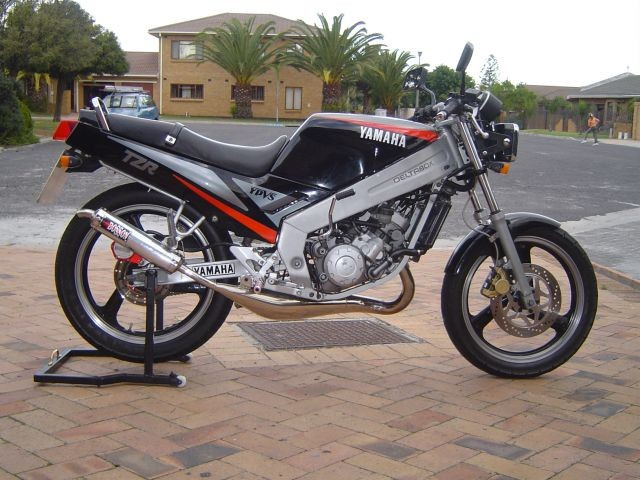
TZR1253TY

Yamaha TZR 125 – japoński motocykl produkowany w latach 1987–2003 przez Yamaha Motor Company.
Rama aluminiowa deltabox, aluminium anodowane typu deltabox
Hamulce przód: tarcza pojedyncza 320mm zacisk dwu-tłoczkowy pływający nissin
Hamulce tył: tarcza 220mm / 230mm, zacisk dwu-tłoczkowy brembo
Przeniesienie napędu: łańcuch o-ring DID 428 V2 – 140 ogniw Zębatki przód/tył: 18/51 / 16/46
Zawieszenie przód: Upside Down – 41 mm skok: 120/
Zawieszenie tył  Wahacz: aluminiowy bananowy / stalowy z centralnym elementem tłumiąco-resorującym